# Boucles de l'Aulne 2011
La Boucles de l'Aulne 2011, settantaduesima edizione della corsa e valida come evento dell'UCI Europe Tour 2011 categoria 1.1, si svolse il 29 maggio 2011 su un percorso totale di 168 km.. Fu vinta dall'olandese Martijn Keizer che giunse al traguardo con il tempo di 4h03'06", alla media di 41,46 km/h.
Al traguardo 90 ciclisti portarono a termine il percorso.

## Ordine d'arrivo (Top 10)
| Pos. | Corridore         | Squadra       | Tempo    |
| ---- | ----------------- | ------------- | -------- |
| 1    | Martijn Keizer    | Vacansoleil   | 4h03'06" |
| 2    | Anthony Delaplace | Saur-Sojasun  | a 2"     |
| 3    | Anthony Charteau  | Europcar      | a 9"     |
| 4    | Jonathan Hivert   | Saur-Sojasun  | a 17"    |
| 5    | Cyril Gautier     | Europcar      | s.t.     |
| 6    | Steven Tronet     | Roubaix       | a 51"    |
| 7    | Yohann Gené       | Europcar      | s.t.     |
| 8    | Yohan Cauquil     | Vélo-La Pomme | s.t.     |
| 9    | Julien El Fares   | Cofidis       | s.t.     |
| 10   | Rémi Pauriol      | FDJ           | s.t.     |